# Большие Ключи (Приморский край)
Больши́е Ключи́ — село в Кировском районе Приморского края. Входит в состав Крыловского сельского поселения.

## География
Село Большие Ключи стоит на левом берегу реки Кедровка в 10 км до её впадения слева в Крыловку (правый приток Уссури).
Село Большие Ключи расположено к юго-востоку от районного центра пос. Кировский. Дорога к селу Большие Ключи идёт от села Межгорье (находится на автодороге Глазовка — Покровка), до Межгорья (на запад) около 17 км, до Крыловки около 15 км.
Расстояние до посёлка Кировский (через Архангеловку) около 40 км.
На северо-восток от села Большие Ключи идёт дорога к селу Хвищанка, на юго-восток — к посёлку Горный.

## Население
| 1915 | 2002 | 2005 | 2010 |
| ---- | ---- | ---- | ---- |
| 683  | ↘156 | ↘149 | ↘116 |

## Улицы
| - ул. Верхняя, - ул. Нижняя, | - пер. Пилорамный, - ул. Средняя. |

## Экономика
Сельскохозяйственные предприятия Кировского района.